# Лебедев, Георгий Ефимович
Георгий Ефимович Лебедев (1903—1958) — искусствовед, исследователь русского искусства XVIII—XIX вв. В годы блокады Ленинграда, находясь в должности заместителя директора Русского музея, организовывал эвакуацию его художественных ценностей, вёл дневник.

## Биография
Родился 5 августа 1903 года в городе Мстиславле Смоленской губернии в семье учителя (по другим сведениям — 5 (18) апреля 1903 года в имении Детковичи Черниговской губернии). С 1921 года занимал разные должности в учреждениях Гомеля и Минска (губернское статистическое бюро, окружное статистическое бюро, художественный отдел Белорусского государственного музея). В 1922, совмещая работу с учёбой, поступил на Естественный факультет Белорусского государственного университета, окончив его в 1926 году со специальностью биолога. 
В 1926—1930 обучался в Ленинградском институте истории искусств, где среди его педагогов был Д. В. Айналов; окончил со специальностью искусствоведа.
С 1934 года — старший научный сотрудник Русского музея. Будучи сотрудником музея обратился к изучению русского искусства XVIII века. В своих работах «Русские художники XVIII века» (1937) и «Русская живопись первой половины XVIII века» (1937) он впервые привлёк многие архивные документы, мемуаристику, письма и журналы первых петровских путешественников, посланных Петром I за границу и его первых «пенсионеров».
В годы блокады Ленинграда в должности заместителя директора Русского музея (1941—1945) организовывал эвакуацию его художественных ценностей. Вёл профессиональный дневник, который был впервые после смерти автора издан в 1973 году.
В 1946 году Лебедев выпустил специальное издание, посвящённое 150-летию Русского музея, и покинул музей, сосредоточившись на преподавательской деятельности.
В начале 1950-х годов он обратился к изучению русской книжной иллюстрации XIX века. Работал в Ленинградском высшем художественно-промышленном училище им. В. И. Мухиной — заведовал кафедрой истории искусства. Преподавал на кафедре истории искусства исторического факультета Ленинградского государственного университета: с 1949 года — старший преподаватель, в 1950—1953 годах — доцент; читал курс «Русская книжная графика» и вёл «Спецсеминар о творчестве русских художников».
Состоял членом Ленинградской организации Союза художников РСФСР.
Скончался 2 августа 1958 года в Переславле-Залесском. Похоронен на Серафимовском кладбище в Ленинграде.